# 加倉正義
加倉 正義（かくら まさよし、1971年5月22日- ）は、福岡県大牟田市出身の競輪選手。日本競輪選手会福岡支部所属。日本競輪学校（当時。以下、競輪学校）第68期生。同期には山口富生、小川圭二、阿部康雄らがいる。師匠は下坂茂。ホームバンクは久留米競輪場。兄・加倉高廣（64期）も元競輪選手。

## 経歴
久留米工業大学付属高等学校出身。競輪学校時代は在校競走成績第4位。デビュー戦は1991年8月7日のホーム・久留米で迎え2着。初勝利は同年8月14日のいわき平競輪場であった。
1995年の日本選手権競輪（松戸競輪場）で、初の特別競輪 (GI) 決勝進出（5着）を決めたが、準地元ともいうべき小倉競輪場で毎年開催されている競輪祭では、1995年より4年連続で決勝へと進出。その4年目にあたる1998年はメディアドーム移転元年の開催で初優勝を果たした。しかし、優勝した加倉に笑みはなかった。

### GI優勝者なのに批判にさらされる
決勝戦で加倉は、4年ぶりの同大会制覇を目指す吉岡稔真にマーク。最終ホームから加倉を連れて主導権を握った吉岡は、同大会4連覇を狙う、宿敵の神山雄一郎の捲りを2センター付近において自ら牽制。すると、神山はその牽制の煽りを受けて外に膨らんだばかりか、神山マークの東出剛がバランスを崩して落車してしまった。一方、加倉は最後の直線で一瞬わずかに吉岡を交わすが、吉岡の強力な差し返しに遭い2着でゴール到達。ゴール後、1着到達の吉岡は両手を挙げてファンの歓声に応えていた。しかし吉岡は、神山に対する牽制プレーがもとで東出を落車させたとして失格を取られ、2着入線の加倉が繰り上がることになった。
この加倉の優勝に対し、批判的な声が上がった。それは神山を牽制する役目は、マークする加倉であるはずなのになぜ吉岡がせねばならなかったのか、というもの。さらにこの一戦では、吉岡が人気の中心であったことにも拍車をかけていた。さらに車券を外した言い訳を作ろうとする敗北者たちの批判はエスカレートし、加倉のこの優勝はフロックであるという声まで上がった。
もっとも、この一戦の吉岡の気合というものは、自身がホームバンクとしている小倉のメディアドーム元年の競輪祭で4年ぶりの優勝をしたいという思い以上に、とにかく戦前より、神山に4連覇させたくないという思いがかなり強かった。ひいては加倉任せにするのではなくて、自らの手によって神山をねじ伏せたいという気持ちがあったように思われる。

### その後
競輪祭で優勝を果たしたことで、同年のKEIRINグランプリに出場を果たしたものの（8着）、これ以後2008年の競輪祭で決勝進出（5着）するまでの間、GIの決勝進出を果たしたケースはなかった（GIIでは競輪祭優勝以降7回の決勝進出実績がある）。また競輪祭優勝以後、一種のスランプ状態に陥ったこともあった。一方、この優勝以後、GIIIではしばし優勝を果たすケースが見られ、とりわけ混戦時における捌きは目を見張るものがある。しかしながらGIでの優勝は競輪祭以後なく吉岡に助けられた優勝の感が強い。
その後も長くS級に在籍するも、2018年下期でA級1班に降格。ただ、2019年上期で再びS級2班に返り咲き、同年4月10日の小倉競輪第1日第11レースにおいて1着となり、S級が新設された1983年4月以降では澤田義和に次ぐ31人目となる通算500勝を達成。デビューから27年8ヶ月3日（デビュー日を含まない）での達成であった。規程に基づき、同年10月26日の久留米競輪場において、通算500勝表彰式が執り行われた。
2020年10月12日、高松競輪FI初日第12レース（特選）で3着となり、通算取得賞金額が1,000,016,566円となり10億円を突破。取得賞金額10億円達成は通算35人目、現役選手では21人目であった。

## 主な獲得タイトル
- 1998年 - 競輪祭（小倉競輪場）